# Maria Karasińska-Fendler
Maria Karasińska-Fendler (ur. 4 września 1956) – polska urzędniczka państwowa i ekonomistka, doktor nauk ekonomicznych, od 1998 do 1999 pełniąca obowiązki szefa Urzędu Komitetu Integracji Europejskiej – sekretarza Komitetu Integracji Europejskiej, dyrektor Instytutu Europejskiego w Łodzi.

## Życiorys
Ukończyła z wyróżnieniem studia z handlu zagranicznego na Wydziale Ekonomiczno-Socjologicznym Uniwersytetu Łódzkiego, kształciła się podyplomowo w Centre des Etudes Européennes w Nancy. Obroniła doktorat, specjalizowała się w zakresie międzynarodowych stosunków gospodarczych i integracji europejskiej. Pracowała w Centrum Europejskim Uniwersytetu Łódzkiego. Była doradcą ministra pełnomocnika rządu ds. integracji europejskiej, a także ministra-kierownika Centralnego Urzędu Planowania. W latach 1993–1997 kierowała radą Polskiej Agencji Rozwoju Regionalnego, w 1997 była wiceprezesem Rządowego Centrum Studiów Strategicznych. Przez wiele lat była szefową, a później dyrektor generalną i dyrektor ds. badań Instytutu Europejskiego w Łodzi. Jej kandydaturę brano pod uwagę przy wyborze głównego negocjatora z Unią Europejską.
Pracowała w Komitecie Integracji Europejskiej, objęła w nim stanowisko podsekretarza stanu. Od lipca 1998 do kwietnia 1999 pełniła obowiązki szefa Urzędu Komitetu Integracji Europejskiej – sekretarza Komitetu Integracji Europejskiej (tzw. ministra ds. europejskich) w rządzie Jerzego Buzka. W listopadzie 1998 złożyła dymisję z tej funkcji, zajmowała ją jeszcze do czasu znalezienia następcy.
Nagrodzona m.in. Srebrnym Krzyżem Zasługi (1999) oraz Złotą Odznaką Miasta Łodzi. Biegle włada językiem angielskim, francuskim i włoskim. Opublikowała kilka książek poświęconych integracji europejskiej.